# Pseudoholophryidae
Pseudoholophryida
Ordre
Famille
Les Pseudoholophryidae, uniques représentants de l’ordre des Pseudoholophryida, sont une famille de Ciliés de la classe des Gymnostomatea.

## Étymologie
Le nom de la famille vient du genre type Pseudoholophrya, composé du préfixe pseudo-, faux, et -holophrya, par allusion au genre Holophrya Ehrenb., 1831, autre cilié de la classe des Prostomatea, de la l'ordre des Prostomatida et de la famille des Holophryidae.
Par ailleurs Holophrya est dérivé du préfixe grec hol- (de ὅλος / ólos, « tout, entier, complet »), et ophrys (du grec ancien οφρύς / ophrýs, « cil, cilium, cilié »), probablement en référence à la ciliation uniforme et complète de ce protozoaire.

## Description
La taille de Pseudoholophrya est de 80-50 x 50-35 μm. Son corps a une forme variable selon la quantité de nourriture ingérée, mais généralement ellipsoïdal ou ovoïde. L'ouverture buccale est apicale avec un cytopharynx tubulaire. La ciliation est uniforme et complète formée par des cinéties longitudinales. La vacuole contractile est située à l'extrémité postérieure de la cellule. C'est un cilié carnivore qui se nourrit d'autres ciliés. On le trouve dans les sols et les mousses.

## Liste des genres
Selon GBIF (28 décembre 2022) :
- Ovalorhabdos Foissner, 1984
- Paraenchelys Foissner, 1983
- Pseudoholophrya Berger, Foissner & Adam, 1984

## Systématique
La famille des Pseudoholophryidae a été créée en 1984 par Helmut Berger (d) (1958-), Wilhelm Foissner (1948-2020) et Hans Adam (d) (1925-2013),. L'ordre des Pseudoholophryida a été créé en 1988 par les botanistes et époux autrichiens Wilhelm Foissner (1948-2020) et Ilse Foissner (d),. Ils rangent cet ordre dans la classe des Litostomatea.

## Publications originales
- Famille des Pseudoholophryidae : (de) Helmut Berger, Wilhelm Foissner et Hans Adam, « Taxonomie, Biometrie und Morphogenese ciniger terricoler Ciliaten (Protozoa:Ciliophora) », Zoologische Jahrbücher, Abteilung für Systematik, Ökologie und Geographie der Tiere, vol. 111, no 3,‎ 1984, p. 339-367 (ISSN 0044-5193, OCLC 01770666, BNF 37573554, lire en ligne).
- Ordre des Pseudoholophryida : (en) Wilhelm Foissner et Ilse Foissner, « The Fine Structure of Fuscheria terricola Berger et al., 1983 and a Proposed New Classification of the Subclass Haptoria Corliss, 1974 (Ciliophora, Litostomatea) », Archiv für Protistenkunde, Elsevier, vol. 135, nos 1-4,‎ janvier 1988, p. 213-235 (ISSN 0003-9365 et 2213-5553, OCLC 4649431785, BNF 37573399, DOI 10.1016/S0003-9365(88)80070-8).